# Наварретт, Инде
Инде Наварретт (англ. Inde Navarrette, урождённая Даниэль Фабиола (англ. Danielle Fabiola); род. 3 марта 2001, Тусон, Аризона, США) — американская актриса, наиболее известная по роли Эстелы де ла Крус в телесериале «13 причин почему» и по роли Сары Кушинг в телесериале «Супермен и Лоис».

## Биография
Инде Наварретт родилась в Тусоне, Аризона, в семье мексиканца и австралийки. У неё есть три брата и сестра.
В возрасте 16 лет Инде начала сниматься в рекламных роликах и короткометражных фильмах. В 2019 году она получила одну из главных ролей в сериале Denton’s Death Date, сыграв Веронику. В 2020 году Наварретт исполнила роль Эстелы де ла Крус в финальном сезоне сериала «13 причин почему». В мае 2020 года стало известно что Инде присоединилась к актёрскому составу сериала канала The CW «Супермен и Лоис», в котором она исполнит роль Сары Кушинг, дочери Ланы Лэнг и Кайла Кушинга.
Наварретт утверждает, что выбранный ею псевдоним «Инде» происходит от слова Independent (рус. независимый). В июне 2020 года Наварретт дала интервью журналу Seventeen, в котором совершила каминг-аут как бисексуалка.

## Фильмография
| Год       |     | Русское название | Оригинальное название  | Роль              |
| --------- | --- | ---------------- | ---------------------- | ----------------- |
| 2018      | кор | —                | Cross Words Together   | Элис              |
| 2019      | с   | —                | Denton’s Death Date    | Вероника          |
| 2020      | ф   | Ступая во мрак   | Wander Darkly          | Элли              |
| 2020      | кор | —                | Cranberry Nights       | Хуана             |
| 2020      | с   | 13 причин почему | 13 Reasons Why         | Эстела де ла Крус |
| 2021—2023 | с   | Супермен и Лоис  | Superman and Lois      | Сара Кушинг       |
| 2025      | ф   | Притон           | Trap House             | —                 |
| 2025      | ф   | Одержимость      | Obsession              | Никки             |
| 2025      | ф   | —                | Kids of The Black Hole | Эмма              |